# Famille von Glehn
Pour les articles homonymes, voir Glehn.
La famille von Glehn (anciennement Gelehn)  (russe: фон Глен) est une famille marchande et noble originaire de Rhénanie.

## Histoire
La famille von Glehn remonte à  Johann von Gelehn (de), né en 1500 et mort en 1568 à Aix-la-Chapelle. La principale branche s’installe en Estonie. Elle commence avec Heinrich von Glehn (1639–1693), marchand de Lübeck, qui se marie à Tallinn en 1668.

## Personnalités

### Branche d'Aix-la-Chapelle
- Johann von Gelehn, marchand, né en 1500 et mort en 1568 à Aix-la-Chapelle
  - Mathys (1535−1592),  marié à Oeckelgen von Trier
    - Peter von Glehn (1568−?), important marchand d'Aix-la-Chapelle ; marié à Barbara Schrick
      - Peter (1594−?), marchand de Lübeck, avec lui commence la lignée de Lübeck.

### Branche de Lubeck
- Johann (1628−mort en 1672), marchand hambourgeois, citoyen de Tallinn (1659) ; marié en 1659 à Gertrud née Riesenkampff (1618−1691).
- Heinrich (1639–1693), marchand né à Lübeck, ancêtre de la branche estonienne ; marié à Agneta Meyer (1642–1708) en 1668.

### Branche de Tallinn
- Peter III von Glehn (1669-1742), conseiller de Tallinn.
- Peter IV von Glehn (1720-1808), marchand de Tallinn, membre de la Grande guilde et échevin de Tallinn, recteur de l'église Saint-Nicolas de Tallinn Fils du précédent.
- Peter V von Glehn (1761-1846), marchand, membre de la guilde des Têtes noires et de la Grande Guilde de Saint-Nicolas. Fils du précédent
- Adrian Friedrich von Glehn (1707–1788), Aîné de la Grande Guilde de Tallinn, marchand.
- Wilhelmine (Minna) (1808-1880), dame du manoir de Varmassaare (Warmesaar) ; mariée en 1828 à Ferdinand Theodor von Gebhardt (1803−1869), curé de Järva-Jaani.
- Edmund von Glehn (1841-1902), violoniste, il est l’un des fondateurs de la Société de musique de chambre de Tallinn. Fils de Edmund Theophil von Glehn (1800–1884), médecin de la Cour du Tsar (Court Medicus).
- Alfred von Glehn (1858-1927), chef d'orchestre et professeur au Conservatoire de Moscou (1890-1921). Violoncelliste virtuose, il fit des apparitions réussies à Leipzig, Dresde, Vienne, Paris et Londres et joua notamment en trio avec Taneïev, Ziloti, Safonov, Auer et Hřímalý. Il eut comme étudiants notables Mikhail Bukinik, Gregor Piatigorsky, Alexander Kreïn, Kazimierz Wiłkomirski, Anna Saulowna Lyuboshits ou encore Minjar-Belorutschew. Frère du précédent.
- Margarethe von Glehn (de) (1909, Narva - 2001, Bethlehem (Pennsylvanie)), artiste du papier découpé.
- Manfred Wöhlcke von Glehn (de) (né en 1942 à Berlin), officier-objecteur de conscience, sociologue, auteur et plasticien allemand.

### Branche de Jälgimäe
- Peter von Glehn (1796–1843), propriétaire du manoir de Jälgimäe, juge local, chef de l'église de Keila ; marié (1823) à Sophie Elisabeth Burchardt (von Bellavary de Sycava), puis (1831) à Auguste Caroline Marie Burchart von Bellavary (1814–1862). Fondateur de la branche de Jälgimäe.
- Peter von Glehn (1835-1876), scientifique et botaniste russe. Frère du suivant.
- Nikolai von Glehn (1841–1923 Brésil), Architecte, philosophe, il est le fondateur de l'Arrondissement de Nõmme, à Tallinn.
- Manfred Nikolai von Glehn (1867–1924), ecclésiastique, traducteur (suédois, allemand), propriétaire du manoir de Jälgimäe, dirigeant de l'église baptiste de Jälgimäe ; marié à la baronne Elisabeth Charlotte Auguste von Stackelberg (1874−?) en 1897. Il est à l'origine de la branche brésilienne.

### Branche russe
- Paul Leonhard von Glehn (1810−après 1845), docteur en médecine ; marié à Amalie Langering.
  - Oskar Nikolai von Glehn(1845−après 1903), colonel (1899), chef de l'administration de la gendarmerie de l'Oblast de Riazan ; marié à Mlle Jasinskaya.
- Nika Nikolaevna Glen (ru) (1928-2005), traductrice (Petrov, Stanev, Raditchkov) et éditrice russe. Chevalier 1re classe de l'ordre bulgare du "Cavalier de Madara" (1998).

### Branche anglaise
Lignée initiée avec Robert Wilhelm von Glehn (1801-1855), marchand des Indes orientales né à Tallinn et décédé à Sydenham (Londres) ; marié à Agnes Duncan (1814–1881).
- Wilfrid de Glehn (1870-1951), peintre impressionniste britannique. Époux de Jane Emmet de Glehn, peintre impressionniste britannique, et cousin germain des précédents.
- Alfred De Glehn (1848-1938), ingénieur en chef à la Société alsacienne de constructions mécaniques.
- Louise Creighton, née von Glehn (1850-1936), écrivain américaine. Sœur du précédent.
- Oswald von Glehn (1858–1903), peintre[1].
- Rhoda von Glehn (de) (1881, Londres - 1964, Aix-la-Chapelle), chanteuse d'opéra, soprano. Elle étudia notamment à Paris avec le ténor Jean de Reszke. Elle incarne Woglinde en 1912 dans L'Anneau du Nibelung de Wagner au Royal Opera House de Londres mais doit, car d'origine allemande, quitter l'Angleterre au début de la Première Guerre mondiale. Elle est alors engagée au Staatsoper Stuttgart où elle reste jusqu'à la fin de sa carrière en 1933. Elle interprète Ginevra dans la première mondiale de Mona Lisa de Max von Schillings (1915) et l'épouse du meunier dans la première mondiale de An allem ist Hütchen schuld! de Siegfried Wagner (1917). Elle se produisit dans les opéras de Berlin, Francfort-sur-le-Main, Munich et Zurich.